# کاخ جدید مایکل

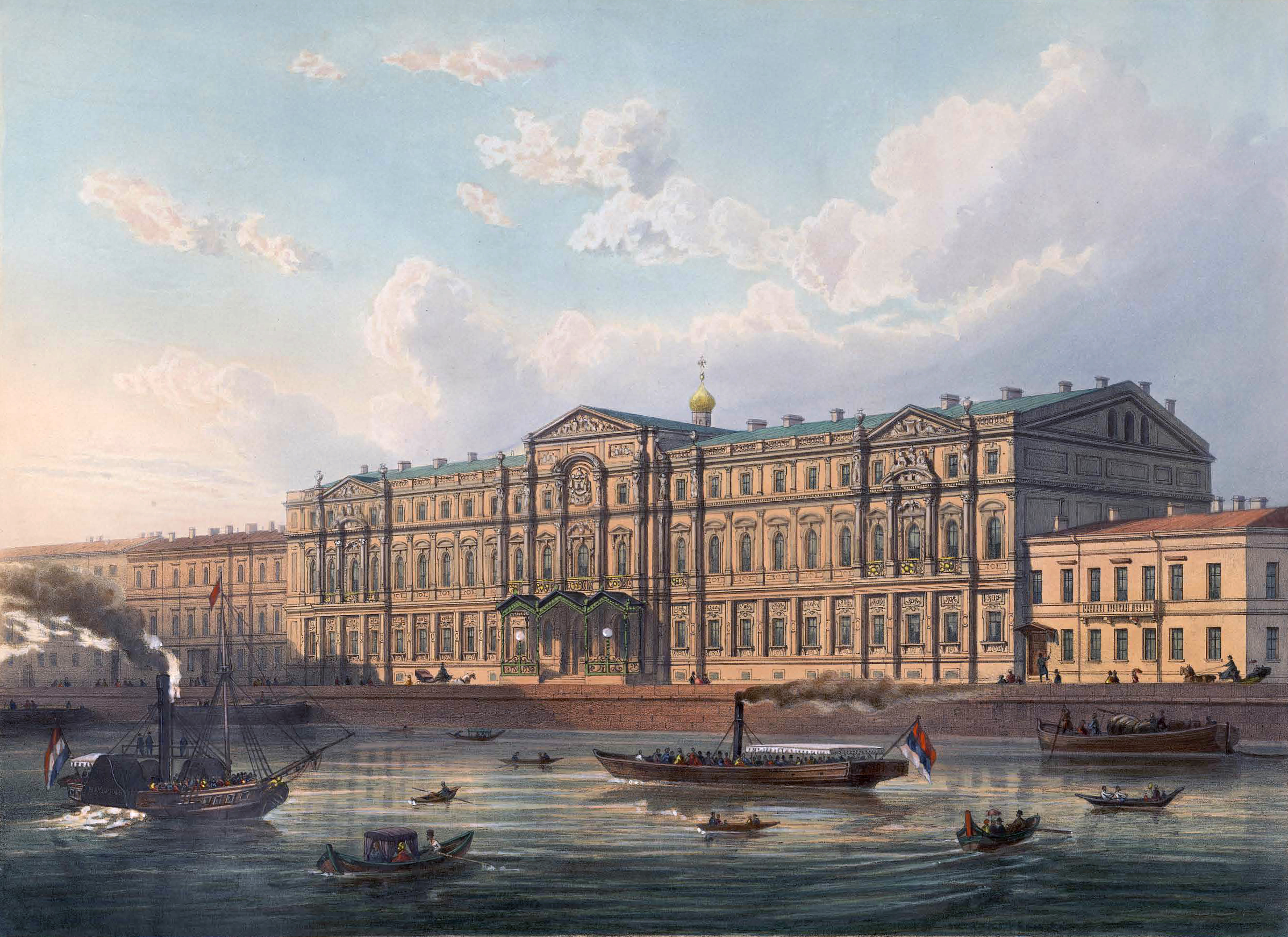
کاخ جدید مایکل در اواخر دهه ۱۸۵۰

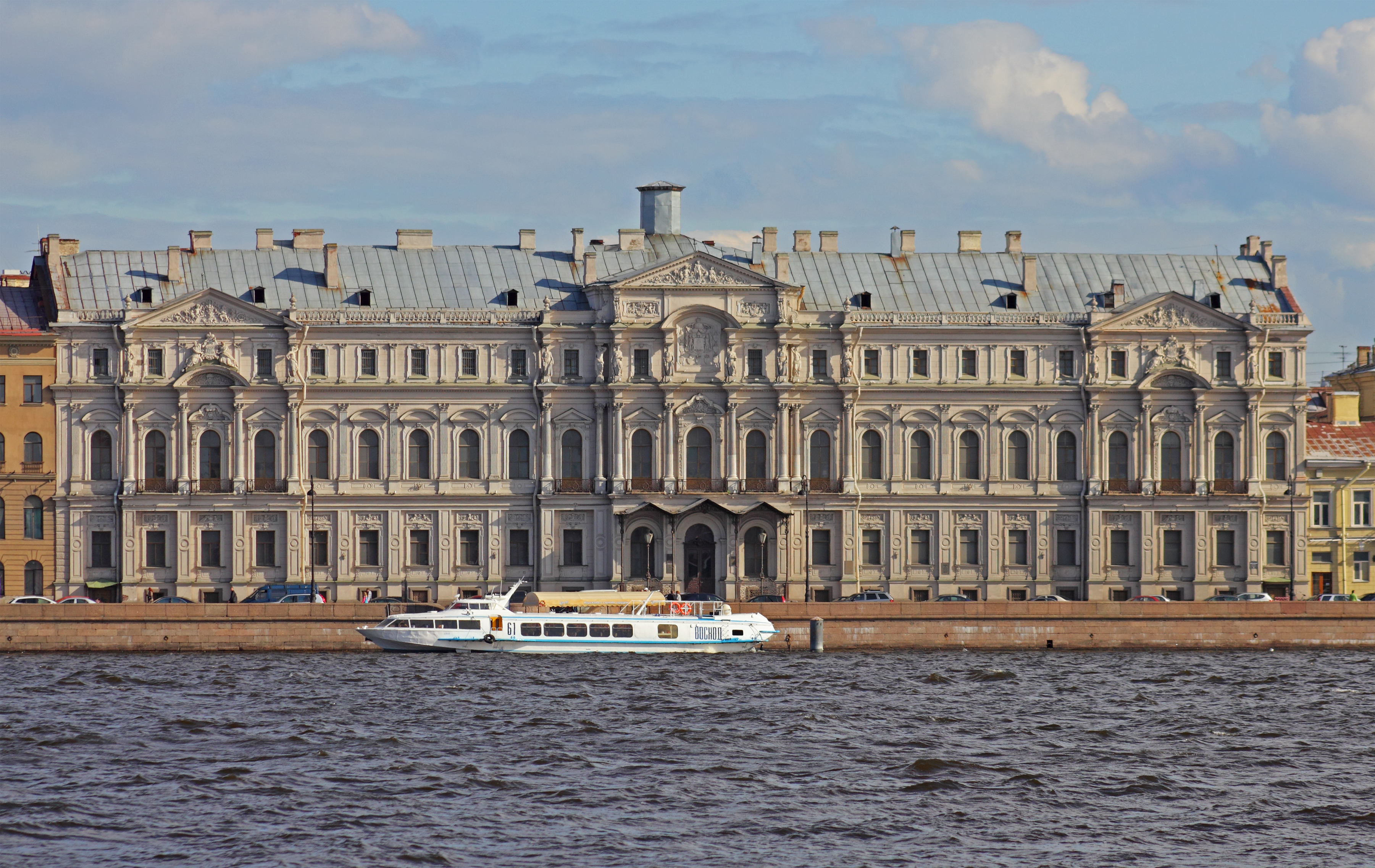
کاخ جدید مایکل در سال ۲۰۱۲

کاخ جدید مایکل (روسی: Ново-Михайловский дворец، لاتین‌شده: Novo-Mikhailovsky Dvorets) سومین کاخ در سن پترزبورگ بود که توسط آندری اشتاکنشنایدر برای فرزندان نیکلای اول طراحی شد. این کاخ بین سال‌های ۱۸۵۷ تا ۱۸۶۲ در ساحل کاخ ساخته شد، در میان ساختمان‌های موزهٔ آرمیتاژ (در غرب) و کاخ مرمرین (در شرق).
کاخ جدید مایکل به دستور دوک بزرگ میخائیل نیکلایویچ روسیه، به مناسبت ازدواجش با سسیلیا اهل بادن ساخته شد. طراحی این کاخ ترکیبی از سبک‌های احیایی است که از دوره‌های رنسانس، باروک و لویی شانزدهم الهام گرفته‌اند. فضای داخلی آن به سبک روکوکو تزئین شده و در عین شکوه، سبک و دل‌نشین است. مجسمه‌سازی توسط دیوید ینسن انجام شده و برخی از نقاشی‌ها اثر میخائیل زیچی هستند.
بخش مسکونی کاخ (که به نام بال شرقی یا بال پیشکار شناخته می‌شود) رو به خیابان میلیونایا قرار دارد. تزئینات این بخش به اندازهٔ سایر قسمت‌ها پرزرق‌وبرق نیست، اما نمای منحنی و خاص آن بازتابی از سلیقهٔ ایتالیایی دههٔ ۱۷۴۰ است. منشأ این بال به کاخ باروک صدر اعظم چرکاسکی بازمی‌گردد که طراحی آن به پیوتر یروپکین نسبت داده شده است.
پس از انقلاب روسیه، کاخ جدید مایکل به عنوان یکی از شعبه‌های آکادمی کمونیستی مورد استفاده قرار گرفت. سپس در سال ۱۹۴۹، مؤسسه مطالعات شرق‌شناسی (IOS) در آن مستقر شد و بعدها به شعبه لنینگراد این مؤسسه تبدیل گردید. امروزه، این بنا میزبان جانشین آن، یعنی مؤسسه نسخه‌های خطی شرق است.
ساختمان کاخ جدید مایکل به لطف تلاش‌های گستردهٔ مرمت بین سال‌های ۲۰۰۵ تا ۲۰۰۹ به‌خوبی حفظ شده است. اصطبل‌های سابق این مجموعه اخیراً با کمک مالی سلطان قابوس بن سعید آل سعید بازسازی شده‌اند تا فضایی مناسب برای نگهداری حدود یک میلیون کتاب و نسخهٔ خطی شرقی از مجموعهٔ مؤسسه فراهم شود.

## ساخت و ساز
ازدواج دوک بزرگ میخائیل نیکلایویچ در تاریخ ۱۸ اوت ۱۸۵۷ برگزار شد و به همین مناسبت، نیاز به ساخت یک اقامتگاه سلطنتی برای خانوادهٔ تازه‌تشکیل‌شده به وجود آمد. تصمیم گرفته شد که این کاخ در مرکز پایتخت، در ساحل کاخ و تقریباً روبه‌روی قلعه پتر و پل ساخته شود.
این اقامتگاه توسط آندری اشتاکنشنایدر، معمار دربار نیکلای اول طراحی شد. اشتاکنشنایدر پیش‌تر طراحی اقامتگاه‌های متعددی را بر عهده داشت، از جمله:
- کاخ بلوسلسکی-بلوزرسکی در سن پترزبورگ
- کاخ لویشتنبرگسکی در پتروهوف[۵]

در جریان ساخت کاخ جدید مایکل، چندین ساختمان قدیمی تخریب شدند که در آن زمان در سن پترزبورگ امری رایج بود. هدف معمار، آندری اشتاکنشنایدر، این بود که ساختمان‌های مجاور را با هم ترکیب کرده و نمایی یکپارچه و هماهنگ برای آن‌ها ایجاد کند.
کاخ جدید مایکل طی پنج سال، از ۱۸۵۷ تا ۱۸۶۲ ساخته شد. فناوری‌های به‌کاررفته در ساخت این کاخ در آن زمان برای روسیه بی‌سابقه بودند. از تیرهای فلزی و پرتوهای آهنی در ساختار آن استفاده شد؛ روشی نوین برای سن پترزبورگ در نیمهٔ دوم قرن نوزدهم، هرچند این فناوری در دهه‌های ۱۸۲۰ و ۱۸۳۰ معرفی شده بود و عمدتاً برای سقف‌سازی بناهای بزرگ مانند کاخ‌ها و ساختمان‌های عمومی به کار می‌رفت.
🔧 نوآوری‌های فنی کاخ:
- تیرهای فلزی دارای مقاومت در برابر آتش و دوام سازه‌ای بودند.
- در دهه‌های ۱۸۴۰ و ۱۸۵۰، این روش به‌طور رسمی در ساخت‌وساز معرفی شد.
- این اقامتگاه از نخستین بناهای شهر بود که به لوله‌کشی آب مجهز شد.
- سیستم گرمایش با هوای گرم نیز در آن به‌کار رفت، که هوای گرم را به اتاق‌ها منتقل می‌کرد.
- هزینهٔ ساخت کاخ بالغ بر ۹۹۳٬۵۲۵ روبل بود.[۶]

در سال ۱۸۸۹، کاخ برق‌رسانی شد.

## طراحی نما
استفاده از سبک‌های معماری گوناگون از ویژگی‌های بارز آثار آندری اشتاکنشنایدر در طراحی و تزئین نماهای کاخ جدید مایکل است. او از موتیف‌های روکوکو، باروک، رنسانس و سبک لویی چهاردهم بهره گرفته است.
در کنار اشتاکنشنایدر، دیوید ینسن، مجسمه‌ساز برجسته، نیز در طراحی نمای کاخ مشارکت داشت و مجسمه‌هایی از جنس سفال (تراکوتا) برای تزئین نماها خلق کرد.
از نظر ترکیب‌بندی، ساختمان بیشتر شبیه به یک مهمان‌خانهٔ بزرگ به نظر می‌رسد تا یک اقامتگاه سلطنتی.
نمای اصلی کاخ که رو به ساحل کاخ قرار دارد، بسیار غنی و تزئین‌شده است. در ساخت آن از سنگ مرمر کارارا استفاده شده. این نما با سه ریزالیت (بخش‌های برجستهٔ عمودی) مشخص می‌شود: یکی در مرکز و دو تا در طرفین. همهٔ ریزالیت‌ها دارای فرونیز هستند و فرونیز مرکزی بلندتر از فرونیزهای جانبی است. قالب‌کاری فرونیزها مشابه است. نرده‌های سنگی و گلدان‌های تزئینی روی سرتاسری نما قرار دارند و تاجی بر نمای ساختمان ایجاد می‌کنند.

## پیوندهای خارجی
- پرونده‌های رسانه‌ای مربوط به Novo-Mihailovsky Palace (Saint Petersburg) در ویکی‌انبار

1. ↑  "Ново-Михайловский дворец – Прогулки по Петербургу". Walkspb.ru. Retrieved 2016-06-14.
2. ↑  "НОВО-МÐ?ХАЙЛОВСКÐ?Й ДВОРЕЦ :: Энциклопедия Санкт-Петербурга". encspb.ru. Archived from the original on 18 January 2008. Retrieved 2 February 2022.
3. ↑  Popova, Irina F. (10 June 2005). "History of the Institute of Oriental Manuscripts". Institute of Oriental Manuscripts. Retrieved 2012-02-03.
4. ↑  "Конюшни Ново-Михайловского дворца переоборудуют в книгохранилище на деньги Султана Омана | Новости | Горзаказ". Gorzakaz.org. Archived from the original on April 25, 2012. Retrieved 2016-06-14.
5. ↑  "Ново-Михайловский дворец в Санкт-Петербурге". ipetersburg.ru. Retrieved 2021-08-23.
6. ↑  "Ново-Михайловский дворец (по Дворцовой наб.), Эклектика, Архитектор Штакеншнейдер А. И., Дворцовая наб., 18, Миллионная ул., 19". citywalls.ru. Retrieved 2021-08-23.
7. ↑  "Энциклопедия архитектурных деталей Санкт-Петербурга". tnaneve.spb.ru. Retrieved 2021-08-10.